# Joan Jeanrenaud
Joan Jeanrenaud (née Dutcher le 25 janvier 1956) est une violoncelliste américaine. De formation classique, elle s'est orientée progressivement vers la musique contemporaine.

## Biographie
Originaire de Memphis, dans le Tennessee, elle a joué avec le quatuor Kronos de 1978 à 1999. Depuis, elle poursuit une carrière solo, collaborant souvent avec d'autres artistes. Jeanrenaud joue sur instrument du luthier Michel Deconet (ca. 1750).

## Discographie sélective
- Strange Toys. CD. Talking House, 2008.
- Metamorphosis. CD. New Albion, 2009.